# Ligne 13 du tramway d'Helsinki
La ligne 13 du tramway d'Helsinki est un projet de liaison par tramway entre Nihti et Länsi-Pasila à  Helsinki en Finlande,.
Le parcours doit être nommé ligne 13.

## Histoire
La construction de la ligne a commencé en 2021 et l'ouverture au public est prévu à l'automne 2024,.

## Projet
Le parcours fait environ 4,5 km de long et la durée totale du trajet est estimée à 15 minutes. 
Le temps de trajet entre Pasila et le centre commercial Redi serait de dix minutes. Des rames passeraient toutes les dix minutes ou toutes les cinq minutes en périodes de pointe. Neuf nouveaux arrêts seront construits sur la ligne, distants en moyenne de 525 mètres.
La ligne 13 sera interconnectée aux lignes 11 et 12 du Tramway d'Helsinki à l'arrêt Nihti. 
| Temps de transport                       | Temps de transport | Temps de transport                                                           |
| Tronçon                                  | Durée              | Carte                                                                        |
| ---------------------------------------- | ------------------ | ---------------------------------------------------------------------------- |
| Nihti – Kalasatama (M)                   | 3–4 min            | Tramway d'Helsinki, ligne Kalasatama–Pasila (cliquer pour voir les détails). |
| Kalasatama (M) – Campus de Kumpula       | 4–5 min            | Tramway d'Helsinki, ligne Kalasatama–Pasila (cliquer pour voir les détails). |
| Kumpulan kampus – gare de Pasila         | 6 min              | Tramway d'Helsinki, ligne Kalasatama–Pasila (cliquer pour voir les détails). |
| Kalasatama (M) – gare de Pasila          | 10–11 min          | Tramway d'Helsinki, ligne Kalasatama–Pasila (cliquer pour voir les détails). |
| Nihti – Gare centrale (Kruunusillat)     | 9 min              | Tramway d'Helsinki, ligne Kalasatama–Pasila (cliquer pour voir les détails). |
| Nihti – Kruunuvuorenranta (Kruunusillat) | 6 min              | Tramway d'Helsinki, ligne Kalasatama–Pasila (cliquer pour voir les détails). |